# Paizay-Naudouin-Embourie
Paizay-Naudouin-Embourie é uma comuna francesa na região administrativa da Nova Aquitânia, no departamento de Charente. Estende-se por uma área de 25,42 km². Em 2010 a comuna tinha 365 habitantes (densidade: 14,4 hab./km²).